# Montimont
Montimont is een gehucht in het Franse departement Ardennes in de regio Grand Est. De plaats maakt deel uit van  de gemeente Donchery sinds in 1789 na de Franse Revolutie Briancourt-et-Montimont werd gesplitst en Briancourt werd opgenomen in de toen gevormde gemeente Bosseval-et-Briancourt.